# كائن حي عضوي

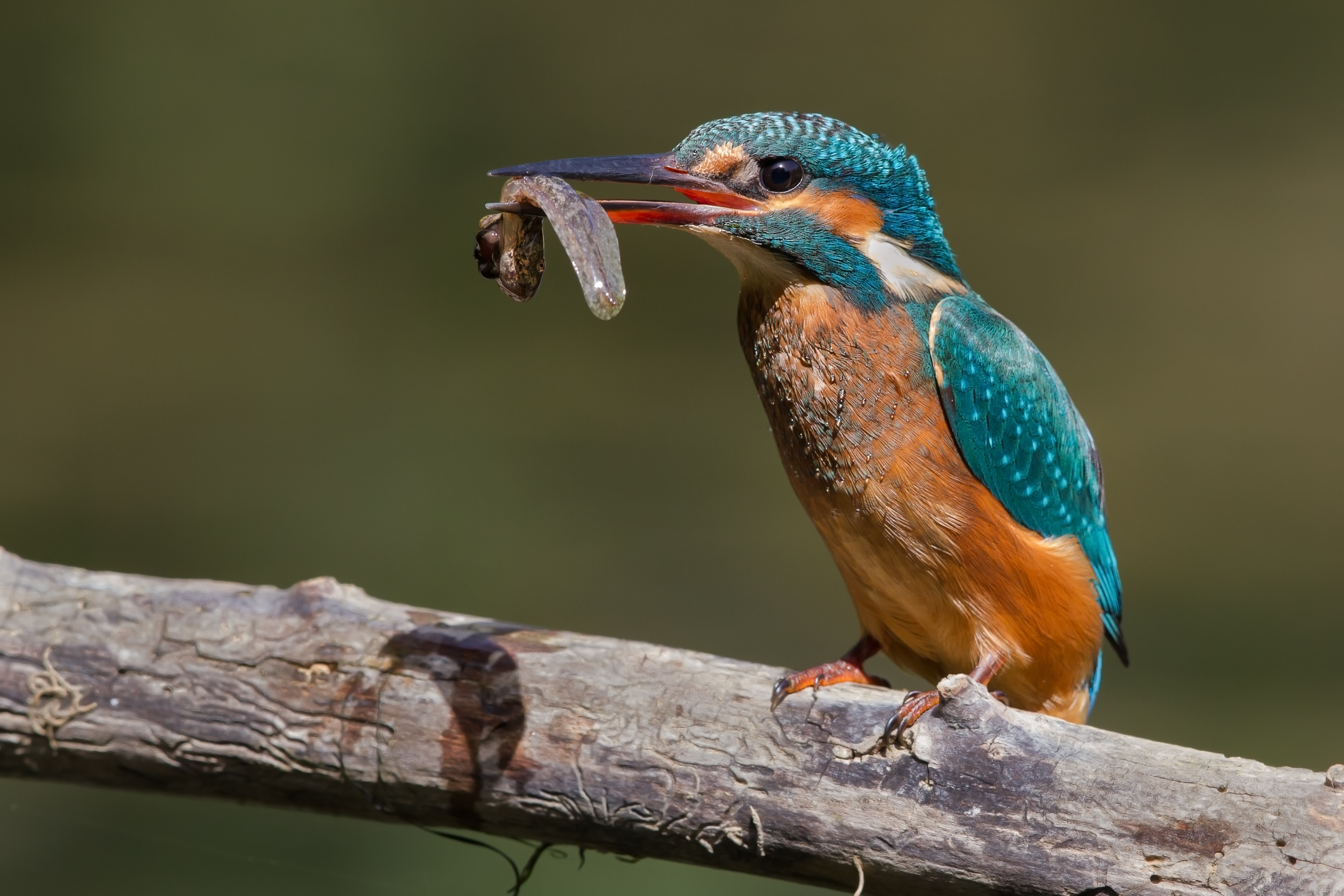

كائن حي عضوي أو عضويّ الغذاء هو الكائن الذي يحصل على الهيدروجين أو الإلكترونات من مادة قاعدية عضوية. يستخدم هذا المصطلح في علم الأحياء الدقيقة لتصنيف ووصف الكائنات الحية بناء على كيفية الحصول على الإلكترونات لعمليات التنفس الخاصة بهم. بعض الكائنات العضوية مثل الحيوانات والعديد من البكتيريا، هي أيضا غير هيتروبوهس. يمكن أن تكون الأورغوتروفات الهوائية أو الهوائية.
أنتونيم: الليوتروب، صفة: أورغانتروفويك.

## التاريخ
واقترح هذا المصطلح في عام 1946 من قبل إل. ولف غيلبرت والمتعاونين.

## الروابط الخارجية
- https://web.archive.org/web/20160315152930/http://evolutionwiki.org/wiki/Organotroph